# Star People (New Age)
Star People (tạm dich: Người Vũ trụ, còn gọi là Starseed và đôi lúc là trẻ em màu chàm) là một niềm tin và lý thuyết phi chính thống của New Age. Từng được Brad Steiger giới thiệu trong cuốn sách của ông xuất bản năm 1976 mang tên Gods of Aquarius (Những vị thần Bảo Bình), thuyết này đưa ra lập luận rằng một số người có nguồn gốc là người ngoài hành tinh và đến Trái Đất thông qua quá trình sinh trưởng hoặc nhập vào cơ thể người hiện có. Nó là một dạng biến thể của niềm tin vào chủng lai giữa con người và người ngoài hành tinh.

## Niềm tin
Steiger đã mô tả khái niệm "Star People" trong cuốn sách năm 1976 của ông về người tiếp xúc UFO là "những người xuất xứ từ một nguồn gen đặc biệt liên quan đến các chuyến viếng thăm của người ngoài hành tinh".
Họ tuyên bố đã trở thành dạng sống của con người và phải chịu đựng sự bất lực và mất trí nhớ hoàn toàn liên quan đến danh tính, gốc gác và mục đích sống của mình. Quá trình thức tỉnh được cho là sự trải nghiệm được mô tả là một chuỗi nhận thức dần dần theo thời gian, hoặc một sự thức tỉnh đột ngột và kịch tính của ý thức. Thông qua quá trình thức tỉnh, họ lấy lại ký ức về quá khứ, nguồn gốc và sứ mệnh của mình.
Nhà báo Joel Achenbach của tờ Washington Post đã phỏng vấn những người nói rằng họ là starseed từ chủng tộc Pleiades cho cuốn sách của ông nhan đề Captured by Aliens: The Search for Life and Truth in a Very Large Universe (Bị người ngoài hành tinh bắt giữ: Cuộc tìm kiếm sự sống và sự thật trong một vũ trụ rất rộng lớn), và lưu ý sự tương phản với các nhà UFO học: "Starseed chính xác là loại nhân vật New Age mà các nhà UFO học truyền thống không thể chịu đựng được. Giới nghiên cứu UFO hướng ngoại, hướng về vũ trụ, để tìm câu trả lời cho bí ẩn về người ngoài hành tinh. Tín đồ New Age hướng nội."

## Đề xướng
Những người tán thành khái niệm star people/starseed gồm có Sheldan Nidle, người đứng ra thành lập tổ chức Planetary Activation Organization. Ngoài ra còn có thêm nhiều người ủng hộ trực tuyến nữa. Steiger kể lại rằng Philip K. Dick đã viết thư cho ông vào cuối những năm 1970 để nói rằng ông nghĩ mình có thể là một trong những star people, và cuốn tiểu thuyết VALIS của ông có các chủ đề liên quan.